# Orthostigma astigma
Orthostigma astigma är en stekelart som först beskrevs av Léon Abel Provancher 1883.  Orthostigma astigma ingår i släktet Orthostigma och familjen bracksteklar. Inga underarter finns listade i Catalogue of Life.